# Torugartgebirge
Das Torugartgebirge (kirgisisch Торугарт кырка тоо Torugart-Too) ist ein Gebirgszug entlang der Staatsgrenze zwischen der Volksrepublik China und Kirgisistan.
Das Torugartgebirge erstreckt sich südlich der Tschatyrköl-Senke und einer Hochebene im Einzugsgebiet der oberen Arpa über eine Länge von etwa 35 km in Ost-West-Richtung. Der Gebirgszug erreicht im Mustyr eine maximale Höhe von 5108 m. Am Nordhang des Hauptkamms erstrecken sich im Zentralabschnitt sowie im westlichen Teil Gletscher und Firnfelder. Den niedrigeren östlichen Bergkamm überquert der 3752 m hohe Torugart-Pass.

## Berge (Auswahl)
- Mustyr (5108 m)
- Mur Samir (5008 m)
- Pik Schumkar (4925 m)
- Pik Karyshkyr (4836 m)
- Pik False (4801 m)